# Buddyzm w Ameryce Środkowej

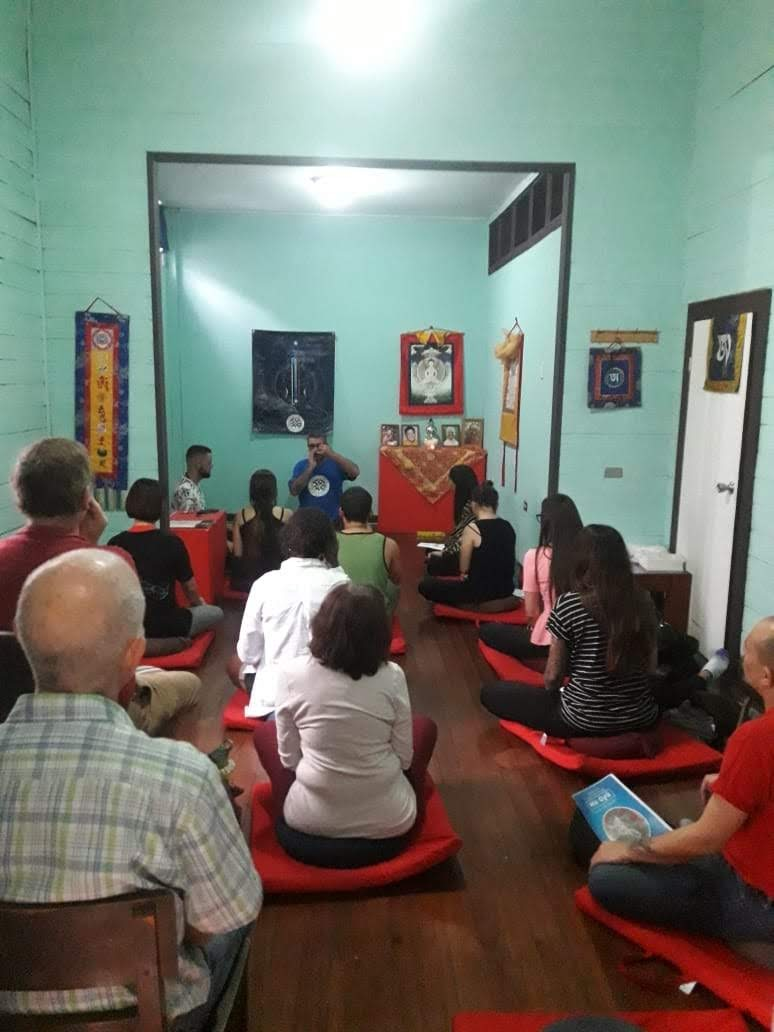
Praktyka jogi tybetańskiej w Kostaryce

Buddyzm praktykowany jest w całej Ameryce Środkowej. Obecność buddyzmu w regionie jest skutkiem obecności chińskich pracowników-imigrantów na początku XIX wieku. Obecnie buddyzm w regionie obejmuje przede wszystkim szkoły mahajany i wadżrajany, a wiele krajów w regionie ma kilka świątyń buddyjskich, szkół i ośrodków medytacyjnych.
Buddyzm odgrywa jedynie marginalną rolę w Ameryce Środkowej. Nawet najbardziej optymistyczne obliczenia sugerują, że w Belize, Kostaryce, Salwadorze, Gwatemali, Hondurasie, Nikaragui i Panamie jest nieco ponad 200 tysięcy buddystów. To mniej niż 0,5% populacji regionu.
| Państwo   | Ludność    | % buddystów | Liczba buddystów |
| --------- | ---------- | ----------- | ---------------- |
| Belize    | 324 528    | 0,3%        | 820              |
| Kostaryka | 4 700 000  | 2,2%        | 103 311          |
| Salwador  | 6 194 126  | 0,03%       | 1858             |
| Gwatemala | 14 376 881 | 0,05%       | 7188             |
| Honduras  | 8 450 000  | 0,03%       | 2285             |
| Nikaragua | 5 822 265  | 0,04%       | 2329             |
| Panama    | 3 508 475  | 0,8%        | 28 068           |
| Razem     | 43 376 000 | 0,34%       | 145 859          |